# Villemer (Yonne)
Villemer ist eine Commune déléguée in der französischen Gemeinde Valravillon mit 274 Einwohnern (Stand: 1. Januar 2022) im Département Yonne in der Region Burgund. Die Einwohner werden Villemerois genannt.
Seit 1. Januar 2016 ist sie Teil der Gemeinde Valravillon in der neuen Region Burgund-Franche-Comté. Die Gemeinde Villemer gehörte zum Kanton Charny (bis 2015 Aillant-sur-Tholon) und zum Arrondissement Auxerre.

## Geographie
Villemer liegt etwa siebzehn Kilometer nordwestlich von Auxerre. Von 1973 bis 1979 war Villemer Teil der Gemeinde von Neuilly.

## Bevölkerungsentwicklung
| Jahr                      | 1962 | 1968 | 1975 | 1982 | 1990 | 1999 | 2006 | 2013 |
| Einwohner                 | 225  | 201  | -    | 169  | 225  | 256  | 261  | 241  |
| Quelle: Cassini und INSEE |      |      |      |      |      |      |      |      |

## Sehenswürdigkeiten

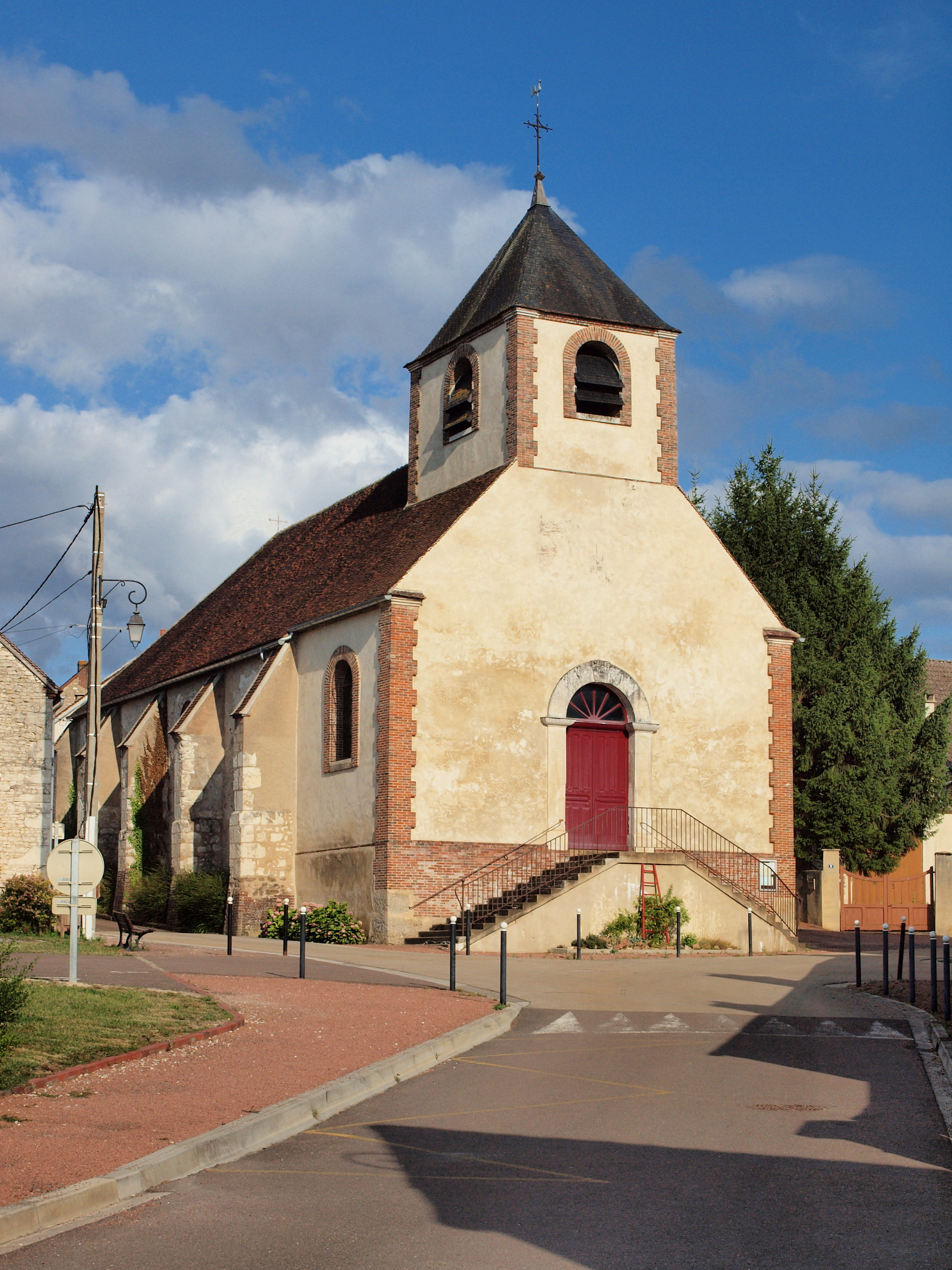
Kirche

- Kirche